# Charlotte von Mecklenburg-Strelitz (1769–1818)

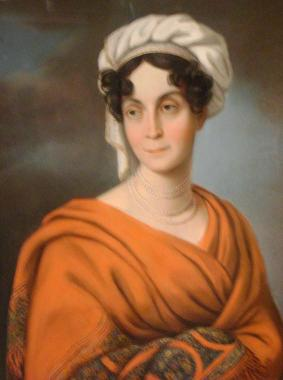
Herzogin Charlotte auf einem Pastellgemälde von Carl August Keßler um 1800

Charlotte Georgine Luise Friederike Prinzessin zu Mecklenburg-Strelitz (* 17. November 1769 in Hannover; † 14. Mai 1818 in Hildburghausen), bekannt als Herzogin von Sachsen-Hildburghausen, war die älteste Tochter des Erbprinzen Karl zu Mecklenburg-Strelitz und der Prinzessin Friederike Caroline von Hessen-Darmstadt. Charlotte wurde 1785 durch Heirat Herzogin von Sachsen-Hildburghausen.
Mit ihren Schwestern, Königin Luise von Preußen, Königin Friederike von Hannover und Fürstin Therese von Thurn und Taxis, galt sie als eine der schönsten Frauen ihrer Zeit. Den „vier schönen und edlen Schwestern auf dem Thron“ widmete Jean Paul seinen Roman Titan.

## Leben

### Kindheit und Jugend
Charlotte wuchs in Hannover auf, wo ihr Vater, im Dienste seines Schwagers Georg III., als Gouverneur fungierte. Als Charlotte zwölf Jahre alt war, starb ihre Mutter und sie wurde zunächst von der Schwester ihrer Mutter, Charlotte, die der Vater 1784 heiratete, sowie der Erzieherin Magdalena von Wolzogen erzogen. Ihre Geschwister wurden nach dem Tod der Stiefmutter bei ihrer Großmutter in Darmstadt untergebracht. Charlotte war zu jenem Zeitpunkt schon nach Hildburghausen gezogen.

### Herzogin von Sachsen-Hildburghausen
Die Prinzessin heiratete 15-jährig am 3. September 1785 in Hildburghausen Herzog Friedrich von Sachsen-Hildburghausen, der noch bis 1787 unter Regentschaft seines Urgroßonkels Joseph Friedrich stand.

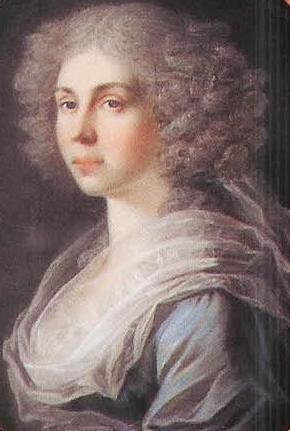
Herzogin Charlotte von Sachsen-Hildburghausen (1769–1818), Pastell von Johann Philipp Bach, ca. 1790

Die Ehe verlief weniger harmonisch, Friedrich, der seiner Frau geistig weit unterlegen war, behandelte Charlotte schon bald gleichgültig. Die Herzogin lebte aber nicht nur in weniger glücklichen Familien-, sondern auch in angespannten Finanzverhältnissen. Das Land war bis 1806 wegen der ruinösen Finanzpolitik von Friedrichs Vorgängern unter kaiserliche Zwangsverwaltung gestellt worden und dem Herzog stand nur eine reduzierte Zivilliste zu.
Charlottes Vater, der sich mit seinen beiden Söhnen häufig bei seiner ältesten Tochter in Schloss Hildburghausen aufgehalten hatte, wurde Präsident der Kreditkommission und siedelte 1787 ganz nach Hildburghausen um. 1792 floh ihre Großmutter Prinzessin George mit den Geschwistern Charlottes vor der heranrückenden französischen Armee nach Hildburghausen. Die Großmutter vermerkte über Charlottes Ehemann: „[...] der von seinen Pflichten lediglich die eheliche mit Eifer betreibt. Charlotte, die diesen Mann nie geliebt hat, ist unentwegt schwanger.“ Die wiedervereinte Familie verlebte in Hildburghausen unbeschwerte Wochen. 1793 beendete die Großmutter das Exil und reiste nach Frankfurt am Main, wo Luise ihren späteren Mann Friedrich Wilhelm kennenlernte.
Zu ihrer Strelitzer Familie und zu ihren Kindern hatte Charlotte ein sehr inniges und liebevolles Verhältnis. Sie war mit ihrer Schwester Therese am 9. Oktober 1806 in Erfurt im Hauptquartier des preußischen Königs bei ihrer Schwester Luise und erlebte hier die Kriegserklärung Friedrich Wilhelms III. an Napoleon, an der Luise entscheidend mitgewirkt hatte. 1803 und 1805 weilte das preußische Königspaar zu Besuch in Hildburghausen, zu diesem Zwecke genehmigte die Zwangsverwaltung, die Inneneinrichtung des Schlosses in Hildburghausen etwas zu erneuern.
Ein Freund des Hofes und Pate von Charlottes Sohn Eduard war auch Christian Truchseß von Wetzhausen zu Bettenburg. Über einen Besuch Charlottes, in Begleitung ihrer Tochter Therese, Kronprinzessin von Bayern, auf der Bettenburg in Franken schreibt Truchseß an Fouqué: „Unser Kronprinzeß von Bayern und die Erbprinzess von Weilburg waren bei ihrer Mutter, der Herzogin von Hildburghausen; und da ich diese lieblichen Töchter von Jugend auf kannte und sie mir stets gewogen waren, so stieg in ihnen das Gelüsten auf, den alten Truchseß auf seiner Burg zu besuchen und sie und ihre Mutter und ihr Bruder Georg und der Erbprinz von Weilburg, der wackere Mann von Waterloo und wirklich nur eine kleine Suite kamen am Sonntag Mittag.“ Zahlreiche Zuschauer waren gekommen, um die bayerische Kronprinzessin zu sehen. Beim Empfang der Gäste hatte Truchseß die rangniedrigere Charlotte zuerst in die Burg führen wollen, die dies mit Verweis auf ihre Tochter ablehnte. Truchseß erwiderte darauf: „Hoheit wollen gnädigst verzeihen, solange die Burg hier steht, hat zu allen Zeiten die Mutter den Vortritt vor der Tochter gehabt.“ Therese ergriff daraufhin den anderen Arm des Freiherrn und man schritt zu dritt durch das Burgtor.

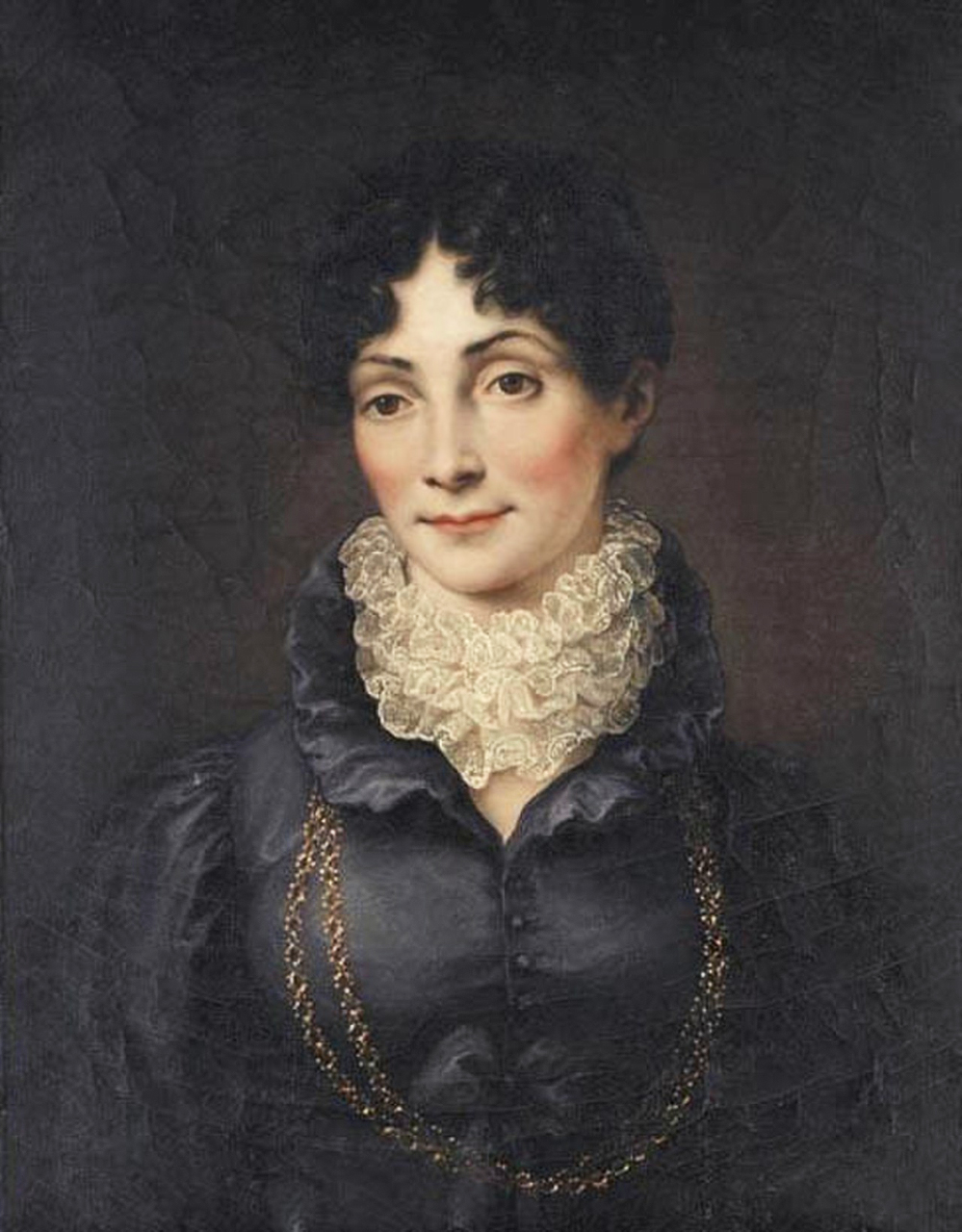
Herzogin Charlotte von Sachsen-Hildburghausen, Gemälde von Heinrich Vogel, ca. 1815

Die Herzogin verwandte die Hälfte ihres jährlichen Einkommens für die Armenversorgung, Pensionen, Erziehungs- und Lehrlingskosten. Nach dem Tod ihrer Schwester ließ sie im Stadtpark von Hildburghausen 1815 das Luisendenkmal errichten.

### Der Musenhof
Die literaturinteressierte Charlotte wurde eifrige Förderin des geistigen Lebens der Residenz. Sie lockerte die Etikettevorschriften und holte Musiker, Maler und Dichter an den Hof. Dazu gehörte auch seit Mai 1799 der Schriftsteller Jean Paul. Dieser schreibt am 25. Mai 1799 an seinen Freund Otto: „Hier sitze ich nun seit einer Woche und recht weich. Erstlich denke dir, male dir die himmlische Herzogin, mit schönen kindlichen Augen, das ganze Gesicht voll Liebe und Reiz und Jugend, mit einer Nachtigallen-Stimmritze und einem Mutterherz [...] sie lieben und lesen mich [...] Ich bin auf Mittag und Abend immer gebeten [...] Gestern habe ich vor dem Hof auf dem Flügel phantasiert. Auch hier habe ich eine anständige Bruder- und Schwesterngemeinde und kann der Zinzendorf sein.“ Nochmal schreibt er Otto am 27. Oktober 1799: „Ich wusste voraus, dass der Hof in Seidingstadt war, wo ich heute auf eine Nacht hinausfahre. Die schöne Herzogin war gerade bei meinem Einfluge hier und ließ mich sogleich auf ein paar Minuten vor dem Einsteigen kommen. Außer einer Geliebten weiß ich nichts Schöneres als diese süße Gestalt.“
Charlotte verlieh dem bürgerlichen Jean Paul den Titel eines Legationsrates und der Schriftsteller verlobte sich mit einer ihrer Hofdamen. Das Verlöbnis mit Karoline Feuchter von Feuchtersleben wurde aber später wieder gelöst.
Der Hof entwickelte sich unter Charlotte zu einem „Klein-Weimar“; der heutige Stadtslogan von Hildburghausen „Der kleine Klassiker“ soll daran erinnern. Neben Jean Paul haben auch viele andere Zeitgenossen Charlottes außerordentliches Gesangstalent bezeugt, was ihr den Namen „Singlotte“ und den Ruf einer der größten Sängerinnen ihrer Zeit einbrachte. Gesangsunterricht erhielt sie in Hannover vom Italiener Giuliani und wirkte später persönlich bei Hofkonzerten und kirchlichen Festen mit. In der Karwoche sang sie regelmäßig in der Christuskirche von Hildburghausen Grauns Tod Jesu, bei der die gesamte Bevölkerung Eintritt zur Kirche hatte.

## Tod

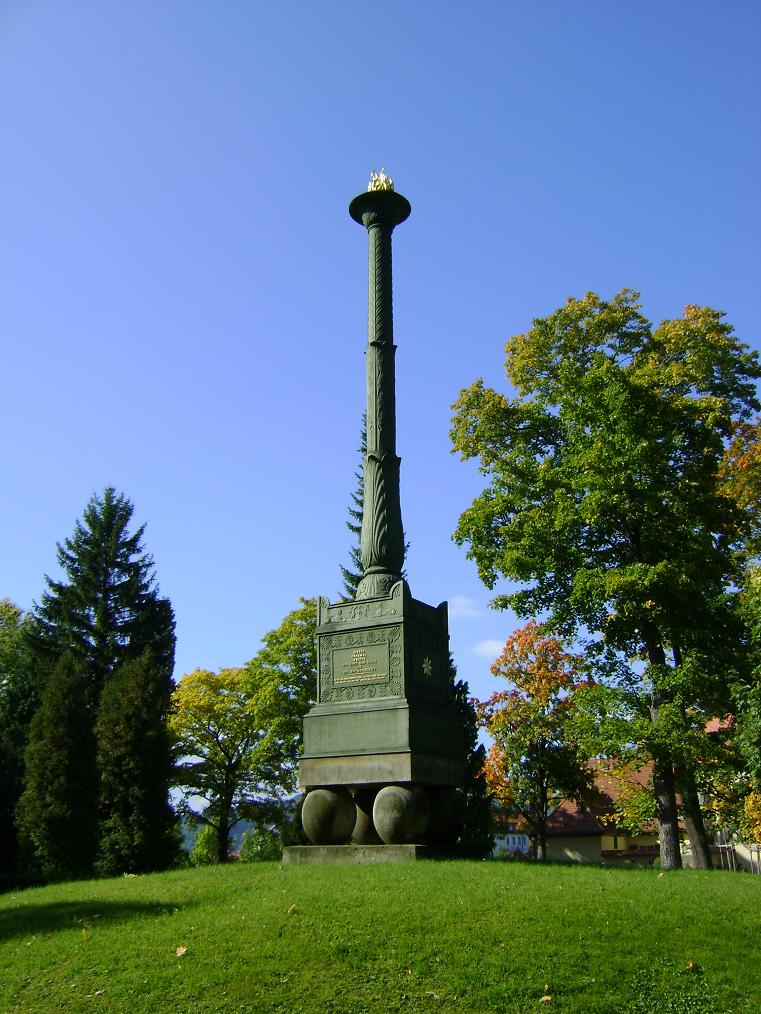
Charlottenkandelaber auf dem Friedhof von Hildburghausen

Charlotte starb am 14. Mai 1818 nach langer Krankheit. Darüber berichtet ihre Tochter Therese an ihre Schwester Luise: „Vor acht oder zehn Tagen in einer angstvollen Nacht, in welcher ihr Ende nahe schien, sprach sie uns allen ein Lebewohl zu und sandte Euch fernen Lieben ihren Segen – das ist ja das Beste, was eine gute zärtliche Mutter ihren Kindern geben kann [...] In jenen Tagen, in welchen sie in den rührendsten Ausdrücken Abschied von uns nahm, kniete ich an ihrem Schmerzenslager nieder und bat um ihren Segen. Als ihre Hand auf meinem Haupt ruhte, sprach ich – nicht wahr für uns alle liebe Mutter – und sie antwortete – für alle [...] Wir alle erhielten einen (Ring) aus ihren theuren Händen. Ihn oft betrachtend werde der Vorsatz, der besten der Mütter stets würdig zu leben, stets fester in unserem Herzen.“
Charlotte verfügte, auf dem neu geplanten Friedhof am Backsteinfeld in Hildburghausen beerdigt zu werden. Zunächst provisorisch in der Schlosskirche, wurde Charlotte als erste Verstorbene dort 1819 bestattet. Das Grabmal wurde von Hofzimmermann Heim entworfen und 1824 aufgestellt. Der grün bronzierte Kandelaber steht auf vier schwarzen Kugeln mit einer Oberschale an der Spitze, in der lodernde Flammen dargestellt sind. Die Inschrift verfasste Friedrich Sickler. Etwas später ließ Prinz Moritz von Sachsen-Altenburg den Kandelaber restaurieren. Die Gruft hat eine Höhe von 4 Metern und einen Durchmesser von ca. 12 Metern. Nach der Umwandlung der Schlosskirche in einen Gerichtssaal wurden alle dortigen Leichen der Fürstengruft in die Grabstätte der Herzogin Charlotte übergeführt.

## Nachkommen
Charlotte hatte ihrem Mann 12 Kinder geboren:
- Friedrich (1786–1786)
- Charlotte (1787–1847)
⚭ 1805 Prinz Paul von Württemberg (1785–1852), die Prinzessin Paul
- Auguste (1788–1788)
- Joseph (1789–1868), Herzog von Sachsen-Altenburg
⚭ 1817 Herzogin Amalie von Württemberg (1799–1848)
- Friederike (1791–1791)
- Therese (1792–1854)
⚭ 1810 König Ludwig I. von Bayern (1786–1868)
- Luise (1794–1825)
⚭ 1813 Herzog Wilhelm von Nassau (1792–1839)
- Franz (1795–1800)
- Georg (1796–1853), Herzog von Sachsen-Altenburg
⚭ 1825 Herzogin Maria von Mecklenburg-Schwerin (1803–1862)
- Friedrich (1801–1870)
- Maximilian (1803–1803)
- Eduard (1804–1852)
⚭ 1. 1835 Prinzessin Amalie von Hohenzollern-Sigmaringen (1815–1841)
⚭ 2. 1842 Prinzessin Luise Reuß zu Greiz (1822–1875)

## Vorfahren
| Ahnentafel Herzogin Charlotte von Sachsen-Hildburghausen  | Ahnentafel Herzogin Charlotte von Sachsen-Hildburghausen | Ahnentafel Herzogin Charlotte von Sachsen-Hildburghausen | Ahnentafel Herzogin Charlotte von Sachsen-Hildburghausen | Ahnentafel Herzogin Charlotte von Sachsen-Hildburghausen | Ahnentafel Herzogin Charlotte von Sachsen-Hildburghausen | Ahnentafel Herzogin Charlotte von Sachsen-Hildburghausen | Ahnentafel Herzogin Charlotte von Sachsen-Hildburghausen | Ahnentafel Herzogin Charlotte von Sachsen-Hildburghausen |
| --------------------------------------------------------- | --- | --- | --- | --- | --- | --- | --- | --- |
| Urgroßeltern                                              | Herzog Adolf Friedrich II. zu Mecklenburg-Strelitz (1658–1708) ⚭ 1705 Gräfin Emilie von Schwarzburg-Sondershausen (1681–1751)                                              | Herzog Adolf Friedrich II. zu Mecklenburg-Strelitz (1658–1708) ⚭ 1705 Gräfin Emilie von Schwarzburg-Sondershausen (1681–1751)                                              | Herzog Ernst Friedrich I. von Sachsen-Hildburghausen (1681–1724) ⚭ 1704 Gräfin Sophia Albertine von Erbach (1683–1742)                                                     | Herzog Ernst Friedrich I. von Sachsen-Hildburghausen (1681–1724) ⚭ 1704 Gräfin Sophia Albertine von Erbach (1683–1742)                                                     | Landgraf Ludwig VIII. von Hessen-Darmstadt (1691–1768) ⚭ 1717 Gräfin Charlotte Christine Magdalene Johanna von Hanau-Lichtenberg (1700–1726)                               | Landgraf Ludwig VIII. von Hessen-Darmstadt (1691–1768) ⚭ 1717 Gräfin Charlotte Christine Magdalene Johanna von Hanau-Lichtenberg (1700–1726)                               | Graf Christian Karl Reinhard von Leiningen-Dagsburg (1695–1766) ⚭ 1726 Gräfin Katharina Polyxena von Solms-Rödelheim (1702–1765)                                           | Graf Christian Karl Reinhard von Leiningen-Dagsburg (1695–1766) ⚭ 1726 Gräfin Katharina Polyxena von Solms-Rödelheim (1702–1765)                                           |
| Großeltern                                                | Herzog Karl zu Mecklenburg (1708–1752) ⚭ 1735 Prinzessin Elisabeth Albertine von Sachsen-Hildburghausen (1713–1761)                                                        | Herzog Karl zu Mecklenburg (1708–1752) ⚭ 1735 Prinzessin Elisabeth Albertine von Sachsen-Hildburghausen (1713–1761)                                                        | Herzog Karl zu Mecklenburg (1708–1752) ⚭ 1735 Prinzessin Elisabeth Albertine von Sachsen-Hildburghausen (1713–1761)                                                        | Herzog Karl zu Mecklenburg (1708–1752) ⚭ 1735 Prinzessin Elisabeth Albertine von Sachsen-Hildburghausen (1713–1761)                                                        | Prinz Georg Wilhelm von Hessen-Darmstadt (1722–1782) ⚭ 1748 Gräfin Maria Luise Albertine zu Leiningen-Dagsburg-Falkenburg (1729–1818)                                      | Prinz Georg Wilhelm von Hessen-Darmstadt (1722–1782) ⚭ 1748 Gräfin Maria Luise Albertine zu Leiningen-Dagsburg-Falkenburg (1729–1818)                                      | Prinz Georg Wilhelm von Hessen-Darmstadt (1722–1782) ⚭ 1748 Gräfin Maria Luise Albertine zu Leiningen-Dagsburg-Falkenburg (1729–1818)                                      | Prinz Georg Wilhelm von Hessen-Darmstadt (1722–1782) ⚭ 1748 Gräfin Maria Luise Albertine zu Leiningen-Dagsburg-Falkenburg (1729–1818)                                      |
| Eltern                                                    | Herzog Karl zu Mecklenburg-Strelitz (1741–1816) (ab 1815 Großherzog von Mecklenburg-Strelitz) ⚭ 1768 Prinzessin Friederike Caroline Luise von Hessen-Darmstadt (1752–1782) | Herzog Karl zu Mecklenburg-Strelitz (1741–1816) (ab 1815 Großherzog von Mecklenburg-Strelitz) ⚭ 1768 Prinzessin Friederike Caroline Luise von Hessen-Darmstadt (1752–1782) | Herzog Karl zu Mecklenburg-Strelitz (1741–1816) (ab 1815 Großherzog von Mecklenburg-Strelitz) ⚭ 1768 Prinzessin Friederike Caroline Luise von Hessen-Darmstadt (1752–1782) | Herzog Karl zu Mecklenburg-Strelitz (1741–1816) (ab 1815 Großherzog von Mecklenburg-Strelitz) ⚭ 1768 Prinzessin Friederike Caroline Luise von Hessen-Darmstadt (1752–1782) | Herzog Karl zu Mecklenburg-Strelitz (1741–1816) (ab 1815 Großherzog von Mecklenburg-Strelitz) ⚭ 1768 Prinzessin Friederike Caroline Luise von Hessen-Darmstadt (1752–1782) | Herzog Karl zu Mecklenburg-Strelitz (1741–1816) (ab 1815 Großherzog von Mecklenburg-Strelitz) ⚭ 1768 Prinzessin Friederike Caroline Luise von Hessen-Darmstadt (1752–1782) | Herzog Karl zu Mecklenburg-Strelitz (1741–1816) (ab 1815 Großherzog von Mecklenburg-Strelitz) ⚭ 1768 Prinzessin Friederike Caroline Luise von Hessen-Darmstadt (1752–1782) | Herzog Karl zu Mecklenburg-Strelitz (1741–1816) (ab 1815 Großherzog von Mecklenburg-Strelitz) ⚭ 1768 Prinzessin Friederike Caroline Luise von Hessen-Darmstadt (1752–1782) |
| Herzogin Charlotte von Sachsen-Hildburghausen (1769–1818) | | | | | | | | |